# Pigalle (quartier parisien)
Pour les articles homonymes, voir Pigalle.
Pigalle est un micro quartier de Paris.

## Situation et accès
Il est situé autour de la place Pigalle, qui comprend les rues situées des deux côtés des boulevards de Clichy et Marguerite-de-Rochechouart, et s'étend sur les 9e et 18e arrondissements. La place doit son nom au sculpteur Jean-Baptiste Pigalle (1714-1785).
Le quartier est renommé pour être un haut lieu touristique (il se situe sur un flanc de la butte Montmartre). Même si le temps où se croisaient à Pigalle les truands, les policiers et les clients semble lointain, on y trouve encore quelques sex shops et bars spécialisés. Cependant, les boîtes de nuit, les cabarets célèbres, les enseignes multicolores et néons qui donnent l'image d'un quartier chaud sont pour beaucoup aujourd'hui un décor pour touristes. Le quartier Pigalle comprend plusieurs salles de spectacles, cabarets :
- Le Divan du Monde ;
- Le Moulin Rouge, un cabaret connu dans le monde entier ;
- L'Élysée Montmartre ;
- La Cigale ;
- La Boule Noire ;
- Les Trois Baudets ;
- Le Trianon.

Aujourd'hui, c'est aussi le quartier des magasins d'instruments de musique (guitares, claviers, enregistrement...). On en trouve de nombreux, boulevard de Clichy, rue Victor-Massé et rue de Douai.
Il est le berceau d'artistes comme les groupes Pigalle ou La Rumeur.
Le quartier est desservi par la station de métro du même nom, au croisement des lignes 2 (est–ouest) et 12 (nord–sud), ainsi que les stations Anvers (ligne 2), Blanche (ligne 2) et Place de Clichy (lignes 2 et 13).

## Historique du quartier chaud de Pigalle

Un salon de Toulouse-Lautrec.

L'histoire de Pigalle, en tant que quartier chaud, débute en 1881 avec l'ouverture, dans un local occupé auparavant par un bureau de poste, du cabaret Le Chat noir de Salis situé à l'actuel 84, boulevard Marguerite-de-Rochechouart dans lequel travaille Aristide Bruant. Chantre du Paris interlope, autour de lui s'installe la Bohème. Bruant reprend le cabaret en 1885, le déménage rue Victor Massé et le renomme Le Mirliton. En octobre 1885, Maxime Lisbonne, de retour de Nouvelle-Calédonie où il purgeait une condamnation à perpétuité, amnistié en 1880, ouvre La Marmite, il y présente des spectacles osés et va inventer le striptease au Divan japonais.
En 1889, un autre cabaret, Le Moulin-Rouge, s'installe au bas de la butte Montmartre et rapidement il est suivi par de nombreux restaurants et bars. Peu à peu, il attire la clientèle des quartiers habituels du plaisir nocturne autour de la porte Saint-Martin et de la porte Saint-Denis, les souteneurs les suivent et fréquentent le bal de nuit de l'Élysée-Montmartre, au 80, boulevard Rochechouart. Le quartier est immortalisé par des artistes tels que Henri de Toulouse-Lautrec, Pablo Picasso, Vincent van Gogh, Maurice Neumont, Salvador Dalí.
Vers 1910, le « milieu du crime » jette définitivement son dévolu sur les quartiers de Pigalle et de Montmartre. Place Pigalle, les cafés, La Nouvelle Athènes, La Kermesse, Le Petit Maxim's, L'Omnibus, accueillent chaque nuit les truands et les souteneurs. À La Kermesse règne l'équipe de Coco Gâteau. Les souteneurs cherchent des filles, pour en faire des prostituées qui seront envoyées dans les bordels jusqu'en Argentine et aux États-Unis. Les tables de jeu s'installent partout, des joueurs professionnels utilisent des cartes maquillées. Le célèbre Tribout commence sa carrière à L'Omnibus ; après la guerre il tiendra Le Frolic's.
En 1918, avec les restrictions, sur l'alcool et la lumière, seuls les bordels restent ouverts après 21 heures, mais ils sont désormais aux mains des vrais hommes du « milieu ». Les clients y trouvent à profusion des prostituées et de l’alcool en cachette. Dans les années 1930, Pigalle devient l'épicentre de la pègre, les truands y installent leurs affaires, la place Blanche, la place Pigalle, les rues environnantes (rue Fontaine, rue de Bruxelles), voient fleurir leurs bars et ils y règlent aussi leurs comptes. Leurs maisons closes sont essentiellement dans le 9e arrondissement. Deux mille filles travaillent dans les 177 bordels. Dans les rues, les prostituées s'alignent tous les cinq mètres.
Les caïds de la traite des blanches se retrouvent place Blanche, à la brasserie Graff et au café de la Place Blanche qui accueille dans son sous-sol une boîte privée L'Aquarium où se retrouvent les truands. On les trouve aussi chez Le Rat mort, Le Pigall's et Le Monico, ils font couler le champagne à flots. Ils apprécient aussi le dancing Le Petit Jardin au « 26 boulevard de Clichy ». Le Tahiti est un des lieux de chasse préféré des souteneurs. Les artistes comme Joséphine Baker, Duke Ellington, Ernest Hemingway, Pablo Picasso et John Steinbeck s'encanaillent et sont aussi très présents. Au « 66 rue de Pigalle », le Bricktop's devient l'un des cabarets de jazz parmi les plus fameux des années 1930.
L'âge d'or de Pigalle se situe entre les années 1930 et 1960.
En 1932, débute une guerre dans le milieu, les truands « corses » s'en prennent aux truands « parisiens ». Des meurtres ont lieu devant L'Ange rouge (enlèvement et liquidation d'Enoch Poznali, dit La Volga), La Boule noire et le Zelly's. La police multiplie les descentes, les rafles et les fermetures des cabarets. Peu avant la guerre, l'héroïne arrive en masse. Elle se vend dans les bars et les restaurants, et son commerce est contrôlé par des truands comme Joseph Rocca-Serra, Vincent Battestini et André Antonelli.
La Seconde Guerre mondiale et l'Occupation allemande n'apportent pas beaucoup de changement aux affaires des truands du quartier. Les cercles privés, les tripots clandestins, les cabarets, les dancings, les boîtes de nuit et les bordels continuent à recevoir de la clientèle. Les membres de la Gestapo aiment se retrouver place Pigalle, au Dante et au Chapiteau, et rue de Pigalle, au Chantilly et à L'Heure Bleue.
À la Libération, la nouvelle loi Marthe Richard interdit désormais en France les maisons closes, mais cette décision ne fait pas disparaître la prostitution. Les prostituées se retrouvent dans la rue ou travaillent dans les hôtels de passe. À la fin des années 1950, la bande des Trois Canards, de nom du bar qui leur servait de quartier général, rackettent les hôtels de passe et les filles qui y travaillent. Les bars les plus courus sont Le Charly's et Le Petit Noailles.
Dans les années 1960, de nombreux hôtels de passe sont poursuivis pour proxénétisme et leurs propriétaires sont obligés peu à peu de les fermer. Le nombre de prostituées diminue de même, cependant le quartier reste très populaire pour faire la fête avec ses fêtes foraines, ses baraques de striptease et ses bars à hôtesses. Le nombre de truands dans le quartier diminue fortement durant cette même décennie ; plutôt que d'y réaliser des forfaits, ils se contentent désormais d'y investir leurs gains. Dès le début des années 1970, avec la libération des mœurs, les premiers cinémas pornographiques s'installent, les boutiques de sex-shops se multiplient ainsi que les salons de massages, et les premiers live-shows apparaissent, dans lesquels des couples font l'amour en public.

## Filmographie
- Fric-Frac, réalisé en 1939 par Maurice Lehmann
- Maigret à Pigalle
- 56, rue Pigalle, réalisé en 1948 par Willy Rozier
- Pigalle-Saint-Germain-des-Prés, réalisé en 1950 par André Berthomieu
- Bob le flambeur, réalisé en 1956 par Jean-Pierre Melville
- Le Désert de Pigalle, réalisé en 1958 par Léo Joannon
- Zazie dans le métro, réalisé en 1960 par Louis Malle
- Neige, réalisé en 1981 par Jean-Henri Roger et Juliet Berto
- Les Ripoux, réalisé en 1984 par Claude Zidi
- Ripoux contre ripoux, réalisé en 1990 par Claude Zidi
- Pigalle, réalisé en 1994 par Karim Dridi
- Le Mille et un soleils de Pigalle, réalisé en 2006 par Marcel Mazé
- Pigalle, documentaire de 109 min réalisé en 2006 par Pascal Vasselin
- Pigalle, la nuit, série dramatique française, réalisé en 2009
- Le Pigalle, une histoire populaire de Paris, documentaire de 60 min réalisé en 2017 par David Dufresne, Arte[3]

## Chansons
- Pigalle (1946) par Georges Ulmer : cette chanson[4] sera reprise par de nombreux interprètes et en 2005, le terre-plein central du boulevard de Clichy prendra le nom de promenade Georges-Ulmer[5]. La promenade Coccinelle sera créée plus tard, en 2016.
- Les P'tites Femmes de Pigalle (1973), par Serge Lama dans l'album Je suis malade
- Pigalle la blanche (1981), par Bernard Lavilliers dans l'album Nuit d'amour
- J'suis né à Pigalle (2003), par Stomy Bugsy dans l'album 4ème round
- Pigalle (2018), par Therapie TAXI dans l'album Hit Sale
- Pigalle (2020), par Barbara Pravi dans l'EP Reviens pour l'hiver
- Pigalle (2020) par Roshi dans l'album Attaque II

## Littérature
- René Fallet, Pigalle, Domat, 1949[2].
- Francis Carco, Auguste Le Breton, André Héléna et Georges Simenon ont aussi écrit sur Pigalle[2].